# Favete linguis
La locuzione latina Favete linguis, letteralmente, significa Siate favorevoli per mezzo delle lingue, ma nella pratica comune del latino significa "non parlate".
Da un'espressione di Orazio, ripresa da Ovidio ("favere linguis"), indica il non parlare, non necessariamente il fare silenzio:
Sed iam pompa venit — linguis animisque favete!

    tempus adest plausus — aurea pompa venit.
Ma ecco avanzare la parata — non parlate e state attenti

è tempo di applaudire — arriva la parata splendente d'oro
(Amores, III, 2)
L'espressione è stata codificata nella lingua sacrale come formula di apertura nelle cerimonie del culto, quando si iniziava il sacrificio. 
Odi profanum volgus et arceo.

favete linguis: carmina non prius

audita Musarum sacerdos

virginibus puerisque canto.
Odio il volgo profano e me ne tengo lontano,

Silenzio! canti non prima

uditi io sacerdote delle Muse

a fanciulle e fanciulli canto.
(Orazio, Odi, III, 1, 2)
Il silenzio era inoltre finalizzato a non contaminare con parole nefaste la cerimonia, come viene indirettamente testimoniato da Cicerone:
(Cicerone, De divinatione, II, 40)
La locuzione si presenta anche con varianti come parcito linguam, parce ori, favete ore (ad esempio in Virgilio, Aen. V, 71: Ore favete omnes, et cingite tempora ramis, "Silenzio tutti, e cingete le tempie di fronde")